# Lithax musaca
Lithax musaca är en nattsländeart som beskrevs av Malicky 1972. Lithax musaca ingår i släktet Lithax och familjen grusrörsnattsländor. Inga underarter finns listade i Catalogue of Life.